# Фабия Младша
Фабия Младша (на латински: Fabia Menor) е римска благородничка от 4 век пр.н.е.

## Биография
Произлиза от фамилията Фабии. Дъщеря е на патриция Марк Фабий Амбуст (консулски военен трибун 381 и 369, цензор 363 пр.н.е.). Сестра е на Фабия Старша, която се омъжва за Сервий Сулпиций Претекстат (консулски военен трибун 377, 376, 370 и 368 пр.н.е.).
Фабия се омъжва за плебея Гай Лициний Столон (от 376 до 367 пр.н.е. осем пъти народен трибун и консул през 361 пр.н.е.). Тя се оплаква от загуба на престижа си пред баща си. Впоследствие през 376 пр.н.е. Марк Фабий подкрепя зет си и Луций Секстий Латеран при заявката на Leges Liciniae Sextiae, които се приемат през 367 пр.н.е.